# 斑叶败酱
斑叶败酱（学名：Patrinia villosa sp. punctifolia）为败酱科败酱属下的一个亚种。